# Сяново
Сяново е село в Североизточна България. То се намира в община Тутракан, област Силистра.

## География
Отстои на 53 км източно от град Русе, на 81 км западно от Силистра и на 79 км северно от Разград.
През 1933 г. географът Васил Маринов изследва селото и го определя в рамките на антропогеографските граници на Делиормана.

## Културни и природни забележителности
До Сяново се намира манастирът на Света Марина. В параклиса има извор с лековита вода. Малко дете прогледнало след като си умило очите. Местните хора помнят баба Василка, която припадала и имала съновидения, с които пророкувала. Манастирчето запада по време на румънската окупация на Северна добруджа и се възражда след 1940 г. През 1944 – 1945 година, със средства, събрани от християни, които всеки ден посещавали аязмото от най-близките села в района, бил построен малък параклис около самия извор, а с личните дарения на Донка Хлебарова от с. Нова Черна – три стаи за поклонници. За храмов празник бил определен денят на Света Марина – 17 юли. За известен период съществува като девически манастир, тъй като се знае, че около 1950 година тук постъпва монахиня Текла. Нейният земен път завършва трагично през 1960 година на това отдалечено – макар и божие място. Заедно със смъртта на монахинята, настъпва и един доста труден период в съществуването на Сяновската обител. Съградените до момента постройки били обявени за незаконни. Злосторници непрестанно заплашвали с лошите си действия прииждащите поклонници, и в страха си – християните започнали да се отдръпват, а манастирът – да се руши. През 1991 г. местните хора с подкрепата на Русенска епархия, предприемат всеобщи действия за възстановяване на изгубените следи на вярата. Изворът е разкрит наново, а над него – издигнат параклис, с помощта на местното население и местния майстор Никола Сабански. Вярващи християни и поклонници от близо и далече пак започват да търсят спасение и вяра край лековитото аязмо. Именно, след съграждането на малката манастирска постройка, тук постъпва като послушник, а по-късно е подстриган за монах и нашият домакин. Тъй като, манастирът си няма църква – една от стаите е пригодена и изпълнява функциите на манастирска черква, в която все пак да запалите свещ и да се помолите – стига да пожелаете това. Днес, Сяновски манастир е единствен действащ с аязмо манастир в Добруджа.
Редовни събития
Събор на Илинден. Край селото има оброчен паметник, където се прави курбан за здраве.